# Musée des sciences Príncipe Felipe

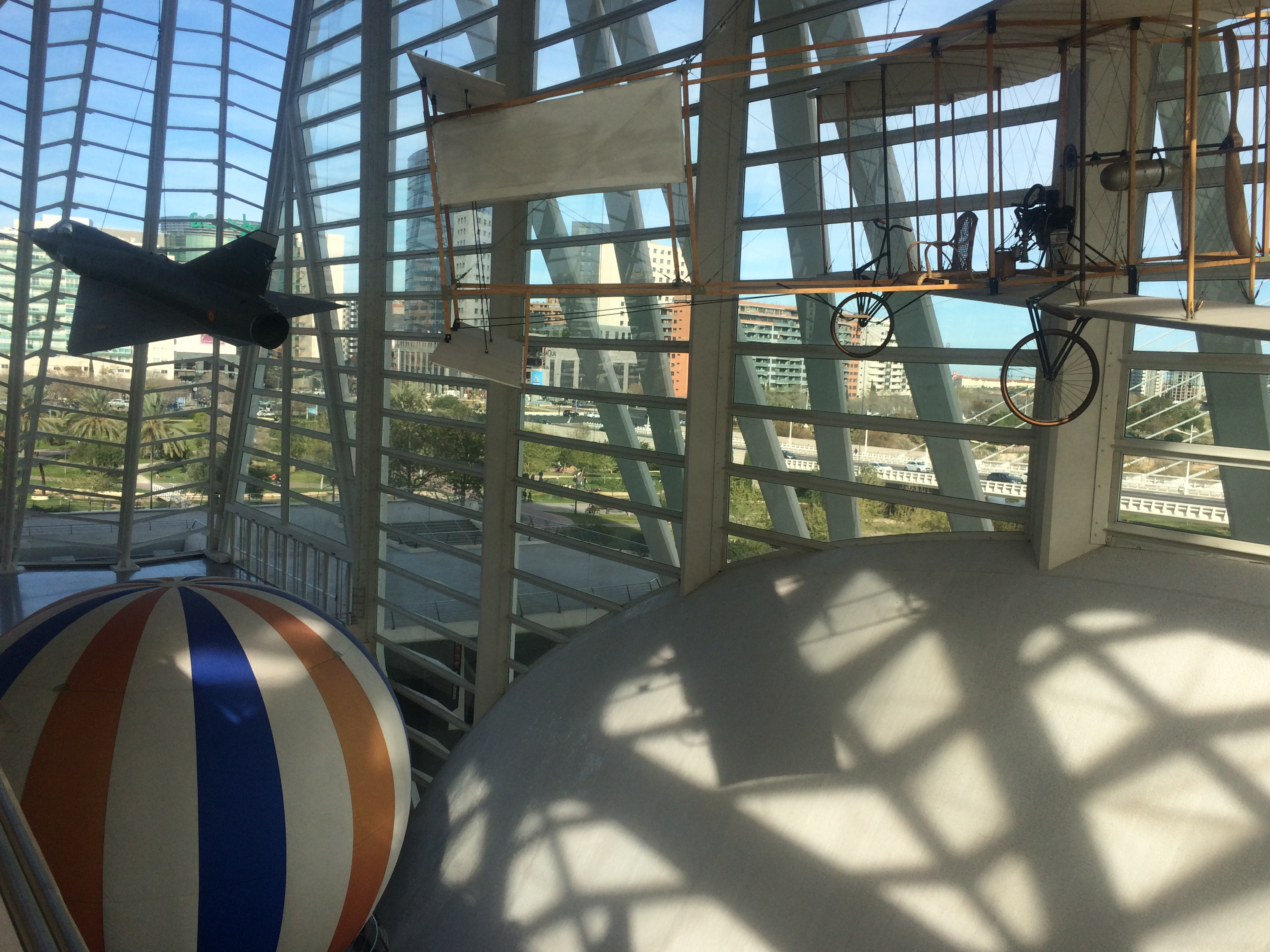
L'exposition de l'évolution du transport aérien vue du dernier étage.

Le musée des sciences Príncipe Felipe est un musée de sciences naturelles qui fait partie de l’ensemble architectural de la Cité des arts et des sciences de Valence en Espagne. Il fut construit en 2000 par le célèbre architecte valencien Santiago Calatrava Valls.
Il fut ouvert au public le 13 novembre 2000, ce qui en fait le second plus vieux de la Cité après l’Hemisfèric.

## Situation
Le musée des sciences Príncipe Felipe fait partie de l'ensemble architectural de la Cité des arts et des sciences dans le sud-est de Valence, troisième ville d'Espagne par sa population et son économie. Il se situe sur l'ancien lit du Turia, aujourd'hui qui forme une véritable "coulée verte" car asséché à cause du risque d'inondations, le fleuve Turia ayant été détourné au sud de la ville. Il se situe entre l'Hemisfèric et l'Ágora.

## Contenu

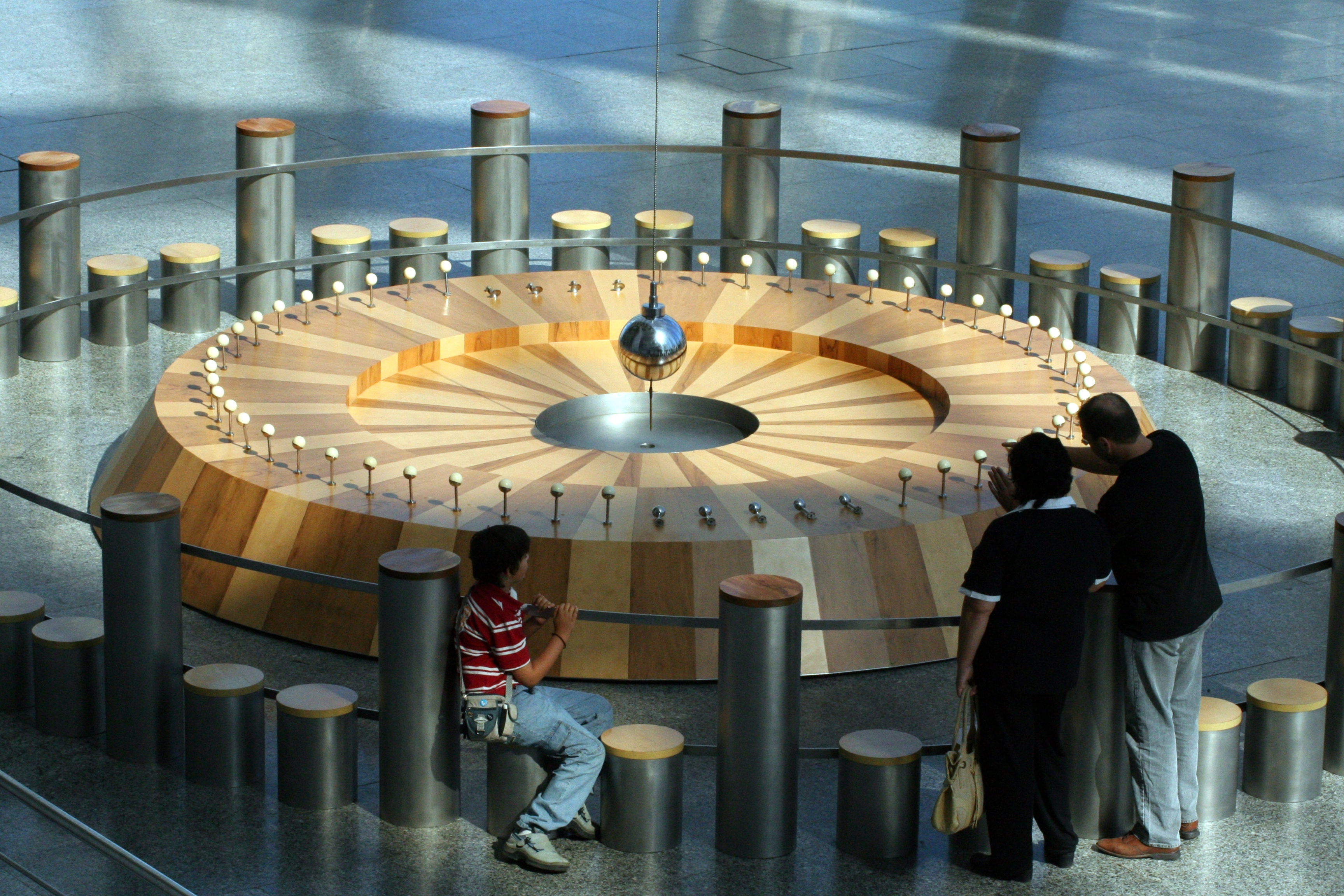
Le Pendule de Foucault.

Le bâtiment se divise en trois étages, on trouve tout d’abord l'Exploratorium où des phénomènes scientifiques sont reproduits et décrit comme voir naître des poussins, comprendre le fonctionnement d'un  fourmilière, l'évolution des technologies (téléphones, alimentation, habitudes de vies). À l’intérieur du musée, on peut découvrir le monde des sciences et des techniques. La devise de ce musée interactif est « Interdit de ne pas toucher, de ne pas penser, de ne pas sentir ». Le  musée présente des expositions pratiques, didactiques et interactives qui permettent un bon apprentissage sur les sciences, la technologies et l'évolution de la vie à un public divers.
De plus le musée accueille des événements sociaux et culturels de la ville.
On peut ainsi explorer des coins consacrés à la vie, au génome humain, à la température et au changement climatique, à la magie de la chimie, à l’astronomie, à la recherche spatiale, aux sons, à l’eau, à l’électricité ainsi qu’au sport. On peut aussi se comparer aux superhéros ou bien observer le pendule de Foucault (l'un des plus longs au monde) accroché au sommet du bâtiment.
De plus, le musée bénéficie d'un espace public et de libre circulation au rez-de-chaussée et de l'auditorium Santiago Grisolía.
Le second étage est dédié aux recherches scientifiques de trois lauréat du Prix Nobel : Santiago Ramón y Cajal, Severo Ochoa et Jean Dausset. De plus, l'exposition « Gravité Zéro » y est exposé crée avec l'Agence Spatiale Européenne, où sont présentées des photographies de l'espace et des missions spatiales prises par le télescope Hubble.

## Architecture

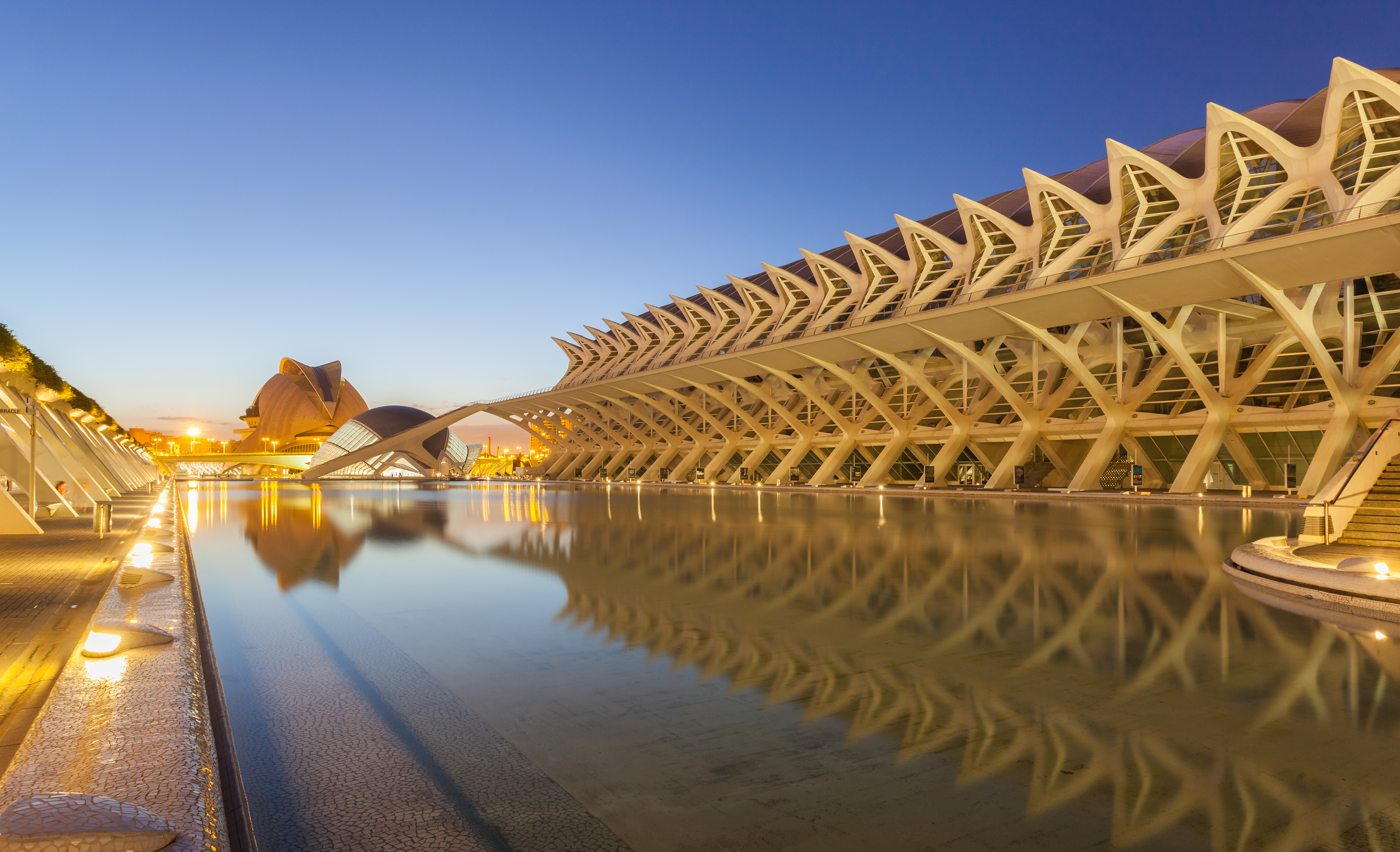
Photographie durant l'heure bleue du musée des sciences (à droite) et de l'Hemisfèric (au fond), Cité des arts et des sciences.

Le bâtiment est de style tout à fait futuriste. En effet, il prend la forme d'un long squelette d'un Animal préhistorique dont les épines dorsales percent le ciel.
L’architecture correspond donc parfaitement au contenu du musée.
Le musée représente une superficie de 42 000 m2. Il mesure presque 250 m de long, 104 m de large pour 55 m de hauteur. Ces dimensions magistrales en font le plus grand musée d’Espagne. Il a ainsi fallu 58 000 m2 de béton et 14 000 tonnes d’acier pour le bâtir. L’édifice est entouré de 13 000 m2 de bassins.

## Dans la culture populaire
Le tournage du film À la poursuite de demain sorti en 2015 a été en partie tourné dans le musée, faisant du musée une partie de la ville futuriste du film. 
Plusieurs épisodes de la saison 2  (Disney) ont été choisis pour devenir le Sénat impérial (l’épisode 9 notamment) L’architecture du lieu futuriste renforce la crédibilité du récit dans la lignée de l’univers  Starwars.